# Marcilly-la-Campagne
Marcilly-la-Campagne é uma comuna francesa na região administrativa da Normandia, no departamento de Eure. Estende-se por uma área de 19,76 km². Em 2010 a comuna tinha 1 157 habitantes (densidade: 58,6 hab./km²).